# Nachal Sachnin
Nachal Sachnin (hebrejsky: נחל סחנין) je vádí v Dolní Galileji, v severním Izraeli.
Začíná v nadmořské výšce necelých 300 metrů na západním okraji města Sachnin, nadaleko svahů vrchu Giv'at Sachnit. Směřuje potom k severu, kde prochází rovinatou nejzápadnější části údolí Bik'at Sachnin. Východně od vesnice Juvalim vstupuje do sevřeného údolí s částečně zalesněnými svahy, kterým protéká dál k severu, kde pak jižně od města Karmi'el ústí zleva do Nachal Chilazon.